# Cool (Teksas)
Cool – miasto w Stanach Zjednoczonych, w stanie Teksas, w hrabstwie Parker.